# Karlo VIII., kralj Francuske
Karlo VIII (Amboise, 30. lipnja 1470. – Amboise, 7. travnja 1498.) francuski kralj od 1483. – 1498. godine, posljednji muški odvjetak glavne loze dinastije Valois.
U trenutku smrti Luja XI. 30. kolovoza 1483. godine njegov jedini sin trinaestogodišnji Karlo postaje kralj. Do navršavanja punoljetnosti vladom u ime maloljetnog kralja upravlja njegova sestra Ana.
Tijekom njenog upravljanja državom dolazi do formalnog potpisivanja kraja stogodišnjeg rata, što zajedno s vjenčanjem kralja s nasljednicom Bretagne postaje najvažniji pozitivni događaj u državnom životu Francuske za vrijeme ovog mladog kralja.
Kao kralj Karlo VIII. je pokrenuo svu snagu države u ispunjenje svoje imperijalne ambicije ujedinjenja Francuske i Italije. Imajući nasljedna prava legalno jača ili slabije snage na Napuljsko Kraljevstvo i Milano francuska vojska na čelu sa svojim kraljem je krenula 1494. godine u osvajanja. Prilično lagan, gotovo bez otpora uspjeh Karla VIII. uzbuđuje Austriju, Aragon i Kastilju, Papu, Veneciju i druge manje talijanske državice koje sklapaju protufrancuski savez. U bitci kod Fornova 1495. godine Karlo VIII. gubi većinu svoje vojske nakon čega bježi u Francusku gdje 3 godine kasnije umire.
Francuska ovog kralja je država koja tijekom samo sedmogodišnje njegove potpune kontrole postaje veoma zadužena država zbog visokih financijskih troškova talijanskog rata.
Neoprezno hodajući kroz vrata Karlo VIII ozlijeđuje svoju glavu poslije čega u roku samo osam sati umire 7. travnja 1498. godine. Za ovog kralja ili njegovu ženu se danas koristeći modernu medicinu može sa sigurnošću tvrditi da su imali drastičan nasljedno prenosiv poremećaj sličan onom budućeg engleskog kralja Henrika VIII. Karlo VIII. je imao četvoro djece od kojih ono najdugovječnije doživljava samo 3 godine. 
U trenutku kraljeve smrti 7. travnja 1498. godine niti on niti njegova sestra nemaju muške djece tako da novi kralj postaje Luj XII., unuk brata Karla VI.